# ماري داير
ماري داير (بالإنجليزية: Mary Dyer)‏ (و. 1611 – 1660 م) هي كاهنة بريطانية، ولدت في لندن، توفيت في بوسطن، عن عمر يناهز 49 عاماً، بسبب شنق.
لم يتم تحديد مسقط رأس داير، ولكن من المعروف أنها تزوجت في لندن عام 1633 من ويليام داير، وهو عضو في شركة Fishmongers ولكنه يعمل في صناعة القبعات. كانت ماري وويليام من البيوريتانيين الذين اهتموا بإصلاح الكنيسة الأنجليكانية من الداخل دون الانفصال عنها. كملك إنجلترا، زاد تشارلز الأول الضغط على البيوريتانيين؛ لقد غادروا إنجلترا بالآلاف للذهاب إلى نيو إنجلاند في أوائل ثلاثينيات القرن السادس عشر. وصلت ماري وويليام إلى بوسطن بحلول عام 1635، وانضمتا إلى كنيسة بوسطن في ديسمبر من ذلك العام.
مثل معظم أعضاء كنيسة بوسطن، سرعان ما انخرطوا في جدل متناقض، وهي أزمة لاهوتية استمرت من عام 1636 إلى عام 1638. كانت ماري وويليام من أشد المدافعين عن آن هاتشينسون وجون ويلرايت في هذا الجدل، ونتيجة لذلك، تم حرمان زوج ماري من حقه في التصويت. ونزع سلاحه لدعم هؤلاء "الزنادقة" وأيضًا لاحتضانه لآرائه المهرطقة. بعد ذلك، غادروا ماساتشوستس مع العديد من الآخرين لإنشاء مستعمرة جديدة في جزيرة أكويدنيك (رود آيلاند لاحقًا) في خليج ناراغانسيت.
قبل مغادرة بوسطن، أنجبت ماري طفلاً مشوهًا بشدة وُلد ميتًا. وبسبب الخرافات الدينية السائدة في ذلك الوقت بخصوص مثل هذه الولادة، تم دفن الطفل سرا. عندما علمت سلطات ماساتشوستس بهذه الولادة، أصبحت المحنة علنية، وفي أذهان وزراء وقضاة المستعمرة، كان من الواضح أن الولادة الوحشية كانت نتيجة لآراء مريم الدينية "الوحشية". وبعد أكثر من عقد من الزمان، في أواخر عام 1651، استقلت ماري داير سفينة متجهة إلى إنجلترا، وبقيت هناك لأكثر من خمس سنوات، تحولت خلالها إلى اعتناق الكويكرز. نظرًا لأن الكويكرز كانوا يعتبرون من بين أخطر الزنادقة من قبل البيوريتانيين، فقد سنت ولاية ماساتشوستس عدة قوانين ضدهم. عندما عادت داير إلى بوسطن من إنجلترا، تم سجنها على الفور ثم نفيها. وفي تحدٍ لأمرها بالنفي، تم نفيها مرة أخرى، وهذه المرة تحت وطأة الألم. قررت داير أنها ستموت شهيدة إذا لم يتم إلغاء القوانين المناهضة للكويكرز، فعادت داير مرة أخرى إلى بوسطن وتم إرسالها إلى المشنقة في عام 1659، والحبل حول رقبتها عندما تم الإعلان عن إرجاء التنفيذ. عادت مرة أخرى إلى بوسطن في العام التالي وتم شنقها، وهي الثالثة من بين أربعة شهداء من الكويكرز.

## جوائز
حصلت على جوائز منها:
- قاعة الشهرة الوطنية للمرأة2000[5]
- قاعة مشاهير نساء رود آيلاند للتراث

## معرض صور
- ماري داير يتم إعدامها في 1 يونيو 1660، على يد فنان مجهول من القرن التاسع عشر.
- آن هاتشينسون، التي حوكمت بتهمة التشهير بالوزراء، كانت صديقة ومعلمة لماري داير الأصغر منها بكثير. (الرسم التوضيحي لإدوين أوستن آبي.)
- خريطة توضح سانت مارتن إن ذا فيلدز، حوالي عام 1562، حيث تزوجت ماري ويليام داير عام 1633
- حديقة آن هاتشينسون/ماري داير التذكارية للأعشاب في منتزه فاوندرز بروك، بورتسموث، رود آيلاند